# What's Up Lindas Tour
What's Up Lindas Tour foi a primeira turnê do cantor e drag queen brasileiro Grag Queen em apoio ao seu primeiro extended play (EP) Desperta (2021), e seu primeiro álbum de estúdio. A turnê iniciou no dia 13 de maio de 2022 em Los Angeles, Estados Unidos no RuPaul's DragCon LA.

## Antecedentes
Em 2021, depois de Grag vencer a primeira temporada do reality show norte-americano Queen of the Universe, ele foi confirmado no RuPaul's DragCon 2022, dando início a sua primeira turnê internacional que em sua primeira parte passaria por três países e dezessete apresentações sendo Estados Unidos, Reino Unido e Canadá entre os meses de maio e julho de 2022, porém a única apresentação no Canadá que seria em Toronto foi cancelada, assim como a única apresentação em Seattle, Washington. A turnê iniciou no dia 13 de maio de 2022 em Los Angeles, Califórnia.

## Repertório
1. "Simbora"
2. "Vamo Acordar"
3. "Estilo Ana Maria"
4. "Din Dirin Din"
5. "Levanta Minha Filha"
6. "Party Everyday"
7. "Fim de Tarde"
8. "You Betta"
9. "Billionaire"
10. "Flutua"
11. "Girls Just Want to Have Fun"
12. "Brazindia"
13. "Libélula"

## Datas
| Data                    | Cidade           | País           | Local                         |
| ----------------------- | ---------------- | -------------- | ----------------------------- |
| Parte 1                 |                  |                |                               |
| América do Norte        |                  |                |                               |
| 13 de maio de 2022      | Los Angeles      | Estados Unidos | Los Angeles Convention Center |
| 14 de maio de 2022      | Los Angeles      | Estados Unidos | Los Angeles Convention Center |
| 15 de maio de 2022      | Los Angeles      | Estados Unidos | Los Angeles Convention Center |
| Europa                  |                  |                |                               |
| 28 de maio de 2022      | Manchester       | Reino Unido    | Bowlers Exhibition Centre     |
| 29 de maio de 2022      | Londres          | Reino Unido    | Studio338                     |
| América do Norte        |                  |                |                               |
| 3 de junho de 2022      | Chicago          | Estados Unidos | Roscoe's Tavern               |
| 5 de junho de 2022      | Los Angeles      | Estados Unidos | Beaches Weho                  |
| 10 de junho de 2022     | São Francisco    | Estados Unidos | The Hotel Utah Saloon         |
| 11 de junho de 2022     | Los Angeles      | Estados Unidos | Los Angeles Pride             |
| 18 de junho de 2022     | Columbus         | Estados Unidos | Pride Party                   |
| 19 de junho de 2022     | Chicago          | Estados Unidos | Pride Fest                    |
| 20 de junho de 2022     | Boston           | Estados Unidos | City Winery                   |
| 21 de junho de 2022     | Filadélfia       | Estados Unidos | Milkboy                       |
| 22 de junho de 2022     | Washington, D.C. | Estados Unidos | City Winery                   |
| 24 de junho de 2022     | Nova York        | Estados Unidos | Frisky NYC                    |
| 25 de junho de 2022     | Nova York        | Estados Unidos | Youth Pride                   |
| Parte 2                 |                  |                |                               |
| América Latina          |                  |                |                               |
| 16 de julho de 2022     | Brasília         | Brasil         | Parque da Cidade              |
| 3 de setembro de 2022   | Campinas         | Brasil         | Caos Campinas                 |
| 11 de setembro de 2022  | Rio de Janeiro   | Brasil         | Parque Olímpico               |
| 11 de fevereiro de 2023 | Vinhedo          | Brasil         | Hopi Hari                     |

### Datas canceladas
| Data                | Cidade           | País             | Local            |                  |
| América do Norte    | América do Norte | América do Norte | América do Norte | América do Norte |
| ------------------- | ---------------- | ---------------- | ---------------- | ---------------- |
| 26 de junho de 2022 | Toronto          | Canadá           | —                |                  |
| 1 de julho de 2022  | Seattle          | Estados Unidos   | —                |                  |